# Орлов, Юрий Александрович (художник)
Юрий Александрович Орлов (род. 14 ноября 1957 года, Ставрополь, Ставропольский край, РСФСР, СССР) — советский и российский художник, член-корреспондент РАХ (2019). Народный художник Российской Федерации (2017).

## Биография
Родился 14 ноября 1957 года в Ставрополе, живёт и работает в Москве.
В 1978 году — окончил Ставропольское краевое художественное училище, с 1989 по 1991 годы — проходил стажировку в творческой мастерской живописи Академии художеств СССР под руководством А. П. и С. П. Ткачевых.
С 1992 по 2020 годы — художник студии художников имени В. В. Верещагина МВД России, с 2020 года — художник Студии военных художников имени М. Б. Грекова.
С 1983 года — член Союза художников СССР, С 1988 года — член Московского Союза художников, с 1997 года — член Союза художников России, с 2020 года — член Международной академии культуры и искусства.
В 2019 году — избран членом-корреспондентом Российской академии художеств от Отделения живописи.
Заместитель председателя живописной комиссии Союза художников России, член правления Товарищества живописцев, член жилищной комиссии Московского Союза художников.

## Творческая деятельность
Основные произведения: «Страда» (1983, холст, масло, 116*116), «Сорок первый» (1985, холст, масло, 89*122), «Пока над нами золотые купола» (1987 г., холст, масло, 205*190), «На берегу» (1988, холст, масло, 180*280), «Гора и поляна» (1990, холст, масло, 180*280), «Крещение» (1997, холст, масло, 155*200), «Домашний праздник» (1998—2000, холст, масло, 105*158), «Михинский хутор» (2008, холст, масло, 49,5*69,7), «Чеканя шаг» (2021, холст, масло, 130*190), «За Родину!» (2021, холст, масло, 235*255) и другие.
Произведения представлены в коллекции Государственной Третьяковской галереи, Курской государственной картинной галереи имени А. А. Дейнеки, Государственного мемориального историко-литературного и природно-ландшафтного музея-заповедника А. С. Пушкина «Михайловское» (Пушкинские Горы), Переславль-Залесского историко-архитектурного и художественного музея-заповедника, Липецкого областного художественного музея, Плёсского государственного историко-архитектурного и художественного музея-заповедника, Мемориального музея-усадьбы художника Н. А. Ярошенко (Кисловодск), Историко-краеведческого музея имени В. Р. Ясинова (Левокумское), Ярославского художественного музея, Ульяновского областного художественного музея, Туапсинского историко-краеведческого музея имени Н. Г. Полетаева, Екатеринбургского музея изобразительных искусств, Ставропольского краевого музея изобразительных искусств, Тамбовской областной картинной галереи, Вятского художественного музея имени В. М. и А. М. Васнецовых, а также в фондах МВО МВК Российской академии художеств (Москва), Министерства культуры России (Москва), Министерства внутренних дел Российской Федерации (Москва).
Участник выставок с 1978 года.
Персональные выставки в Выставочном зале Дома художника (Ставрополь, 1988); Центральном доме художника (Москва, 2007); Московской Патриархии (2008); Государственном мемориальном историко-художественном и природном музее-заповеднике В. Д. Поленова (Поленово, 2011); выставочном зале Союза художников России (Москва, 2012, 2017); Студии художников имени В. В. Верещагина МВД России (Москва, 2013); Ставропольском краевом музее изобразительных искусств (2015, 2017); Пятигорском краеведческом музее (2016); залах Московского Союза художников (Москва, 2019); Центральном доме Российской армии (Москва, 2022), а также в залах Российской академии художеств (Москва, 2007).

## Награды
- Народный художник Российской Федерации (2017)
- Заслуженный художник Российской Федерации (2004)
- Юбилейный знак Ставропольского крайкома ВЛКСМ «60-лет комсомолу Ставрополья» (1981)
- Почётная грамота Ставропольского крайкома ВЛКСМ «За создание высокохудожественных произведений о молодёжи, участие в творческих выставках» (1983)
- Почётная грамота Ставропольской организации РСФСР «За активную творческую работу в связи с 70-летием Советской Власти» (1987)
- Лауреат премии комсомола Ставрополья имени А. Скокова в области литературы, культуры и искусства (1988)
- Лауреат премии МВД России за лучшие произведения в области литературы, культуры и искусства за живописное произведение «Проигранная партия» (1997)
- диплом Московского Союза художников (2002)
- диплом Союза художников России за успехи в творчестве и содействие развитию изобразительного искусства России (2004)
- диплом СХР за произведение «Торжок зимой» (2006)
- диплом МСХ «За лучшее произведение, экспонированное на выставках 2007 года» (2007)
- медаль МСХ за заслуги в развитии изобразительного искусства (2012)
- золотая медаль СХР (2012)
- медаль и диплом Н. П. Крымова МСХ (2013)
- благодарность Академии управления МВД России "За активное участие в патриотическом и духовно-нравственном воспитании личного состава Академии Управления МВД России (2014)
- премия Гран-При за картину «Крещение» Всероссийский конкурс художественных работ « Семья — душа России» (2017)
- почётная грамота МВД «За добросовестное исполнение служебных обязанностей и достигнутые успехи в работе» (2017)
- Благодарственное письмо г. Ставрополя за проведение выставочного проекта и участие в юбилейной программе посвященной 240-летию со дня образования Ставрополя (2017)
- Благодарность министра внутренних дел В. Колокольцева «За образцовое исполнение служебных обязанностей и достигнутые успехи в работе» (2018)
- золотая медаль СХР В. Суриков «За выдающийся вклад в изобразительное искусство России» (2022)

Награды РАХ
- Медаль «Достойному» РАХ (1998)
- Золотая медаль РАХ (2017)
- Дипломы РАХ (1996, 1998, 2016)